# Raja microocellata
'Raja microocellata''' es una especie de peces de la familia de los Rajidae en el orden de los Rajiformes.

## Morfología
- Los machos pueden llegar a alcanzar los 80 cm de longitud total. y las hembras 86.
- Peso máximo: 4.500 g.[1][2]

## Reproducción
Es ovíparo y las hembras ponen huevos envueltos en una cápsula córnea.

## Alimentación
Come peces hueso.

## Hábitat
Es un pez de mar y de aguas profundas que vive hasta los 100 m de profundidad.

## Distribución geográfica
Se encuentra en el Océano Atlántico oriental: desde el suroeste de Inglaterra e Irlanda hasta el Sahara Occidental. Está ausente del Mar del Norte y delMediterráneo.

## Observaciones
Es inofensivo para los humanos.